# Liste der Naturschutzgebiete im Landkreis Ahrweiler
Die Liste der Naturschutzgebiete im Landkreis Ahrweiler enthält die Naturschutzgebiete des Landkreises Ahrweiler in Rheinland-Pfalz.
| Name                              | Bild | Kennung               | Kreis                                 | Einzelheiten | Position | Fläche Hektar | Datum         |
| --------------------------------- | ---- | --------------------- | ------------------------------------- | --- | -------- | ------------- | ------------- |
| Lehrenkopf                        | BW   | 7131-001 WDPA: 164417 | Landkreis Ahrweiler                   | | ⊙        | 46            | 1989          |
| Tongrube Am Lantershofener Galgen | BW   | 7131-002 WDPA: 165906 | Landkreis Ahrweiler                   | | ⊙        | 8,4           | 1989          |
| Hürs-Nück                         |      | 7131-003 WDPA: 318580 | Landkreis Ahrweiler                   | Reifferscheid Heiden und Magerrasen                                                                                              | ⊙        | 18,81         | 28. März 2002 |
| Landskrone                        |      | 7131-004 WDPA: 164336 | Landkreis Ahrweiler                   | | ⊙        | 5             | 1943          |
| In der Burwies                    | BW   | 7131-005 WDPA: 81992  | Landkreis Ahrweiler                   | | ⊙        | 1,9           | 1983          |
| Laacher See                       |      | 7131-006 WDPA: 4398   | Landkreis Ahrweiler                   | | ⊙        | 2.100         | 1940          |
| Hohe Acht                         |      | 7131-008 WDPA: 81906  | Landkreis Ahrweiler                   | | ⊙        | 164           | 1970          |
| Ahrschleife bei Altenahr          |      | 7131-010 WDPA: 81258  | Landkreis Ahrweiler                   | | ⊙        | 205           | 1980          |
| Quellgebiet Swistbach             | BW   | 7131-011 WDPA: 165064 | Landkreis Ahrweiler                   | | ⊙        | 87            | 1986          |
| Nürburg                           | BW   | 7131-021 WDPA: 82262  | Landkreis Ahrweiler                   | | ⊙        | 10            | 1960          |
| Dachsbusch                        | BW   | 7131-022 WDPA: 162689 | Landkreis Ahrweiler                   | | ⊙        | 7             | 1984          |
| Perler Kopf                       | BW   | 7131-025 WDPA: 82313  | Landkreis Ahrweiler                   | | ⊙        | 18            | 1977          |
| Quiddelbacher Höhe / Nürburgring  | BW   | 7131-030 WDPA: 318966 | Landkreis Ahrweiler                   | Quiddelbach Hochfläche der Quiddelbacher Höhe                                                                                    | ⊙        | 27            | 12. Sep. 2002 |
| Schorberg und Scheldköpfchen      | BW   | 7131-031 WDPA: 165464 | Landkreis Ahrweiler                   | | ⊙        | 55,5          | 1984          |
| Welschwiesen im Wehrer Kessel     | BW   | 7131-032 WDPA: 82892  | Landkreis Ahrweiler                   | | ⊙        | 3,2           | 1979          |
| Swistbachaue                      | BW   | 7131-033 WDPA: 165807 | Landkreis Ahrweiler                   | | ⊙        | 26            | 1984          |
| Mündungsgebiet der Ahr            |      | 7131-037 WDPA: 82195  | Landkreis Ahrweiler                   | Sinzig | ⊙        | 63            | 1977          |
| An der Teufelsley                 |      | 7131-038 WDPA: 82701  | Landkreis Ahrweiler                   | Dümpelfeld, Hönningen Felsgebilde der Teufelsley und der dort vorhandenen Ansammlungen von Felsblöcken                           | ⊙        | 3,3           | 12. Juni 1926 |
| Olbrück                           |      | 7131-039 WDPA: 164939 | Landkreis Ahrweiler                   | Niederdürenbach Burgberg der Burg Olbrück                                                                                        | ⊙        | 49            | 1986          |
| Rodderberg                        |      | 7131-040 WDPA: 82426  | Landkreis Ahrweiler, Rhein-Sieg-Kreis | Mehlem, Niederbachem, Rolandswerth erloschener Vulkan; Schutzgebiet liegt zum Teil in Nordrhein-Westfalen und in Rheinland-Pfalz | ⊙        | 30,55         | 1927          |
| Bausenberg                        |      | 7131-043 WDPA: 81378  | Landkreis Ahrweiler                   | Niederzissen, Waldorf Schichtvulkan mit gut ausgebildetem Ringwall und Lavastrom                                                 | ⊙        | 127           | 1981          |
| Meirother Kopf und Tiefenstein    | BW   | 7131-044 WDPA: 164600 | Landkreis Ahrweiler                   | Wehr | ⊙        | 98            | 1986          |
| Aremberg                          |      | 7131-050 WDPA: 81313  | Landkreis Ahrweiler                   | Aremberg tertiärer Vulkankegel mit Burgruine                                                                                     | ⊙        | 130           | 1977          |
| Legende für Naturschutzgebiet     |      |                       |                                       | |          |               |               |